# Elektriciteitscentrale Boxberg
De Boxberg elektriciteitscentrale is een bruinkool-gestookte thermische centrale in Boxberg/Oberlausitz in de Duitse deelstaat Saksen.
De centrale produceert elektriciteit en warmte. De eerste installaties kwamen in 1971 in gebruik en in 1980 stond er 3520 MW aan capaciteit opgesteld. In de jaren negentig was dit de grootste centrale van Duitsland. In 2012 was de capaciteit nog 2575 MW. Deze centrale werd in april 2016 door het Zweedse Vattenfall verkocht aan het Tsjechische EPH en ondergebracht bij dochteronderneming LEAG. Bruinkool voor deze centrale komt uit het nabijgelegen dagbouw Nochten en dagbouw Reichwalde.
| blok | gebouw   | bruto vermogen (MW) | in gebruiksname | status                |
| ---- | -------- | ------------------- | --------------- | --------------------- |
| A    | Werk I   | 210                 | 1971            | buiten bedrijf (1998) |
| B    | Werk I   | 210                 | 1971            | buiten bedrijf (1998) |
| C    | Werk I   | 210                 | 1971            | buiten bedrijf (1998) |
| D    | Werk I   | 210                 | 1971            | buiten bedrijf (1998) |
| E    | Werk I   | 210                 | 1971            | buiten bedrijf (1998) |
| F    | Werk I   | 210                 | 1971            | buiten bedrijf (1998) |
| G    | Werk II  | 210                 | 1971            | buiten bedrijf (1996) |
| H    | Werk II  | 210                 | 1971            | buiten bedrijf (1996) |
| I    | Werk II  | 210                 | 1971            | buiten bedrijf (1996) |
| J    | Werk II  | 210                 | 1971            | buiten bedrijf (1996) |
| K    | Werk II  | 210                 | 1971            | buiten bedrijf (1996) |
| L    | Werk II  | 210                 | 1971            | buiten bedrijf (1996) |
| M    | Werk III | 500                 | 1979            | buiten bedrijf (1987) |
| N    | Werk III | 500                 | 1980            | buiten bedrijf (1987) |
| O    | Werk III | 500                 | 1993            | in gebruik            |
| P    | Werk III | 500                 | 1994            | in gebruik            |
| Q    | Werk IV  | 900                 | 2000            | in gebruik            |
| R    | Werk IV  | 675                 | 2012            | in gebruik            |

## Opblazen schoorstenen
De centrale is vooral bekend vanwege zijn drie schoorstenen, elk 300m hoog, maar deze zijn op 9 mei 2009 opgeblazen.

het opblazen van de drie hoge schoorstenen gezien vanaf de oever van de Bärwalder See
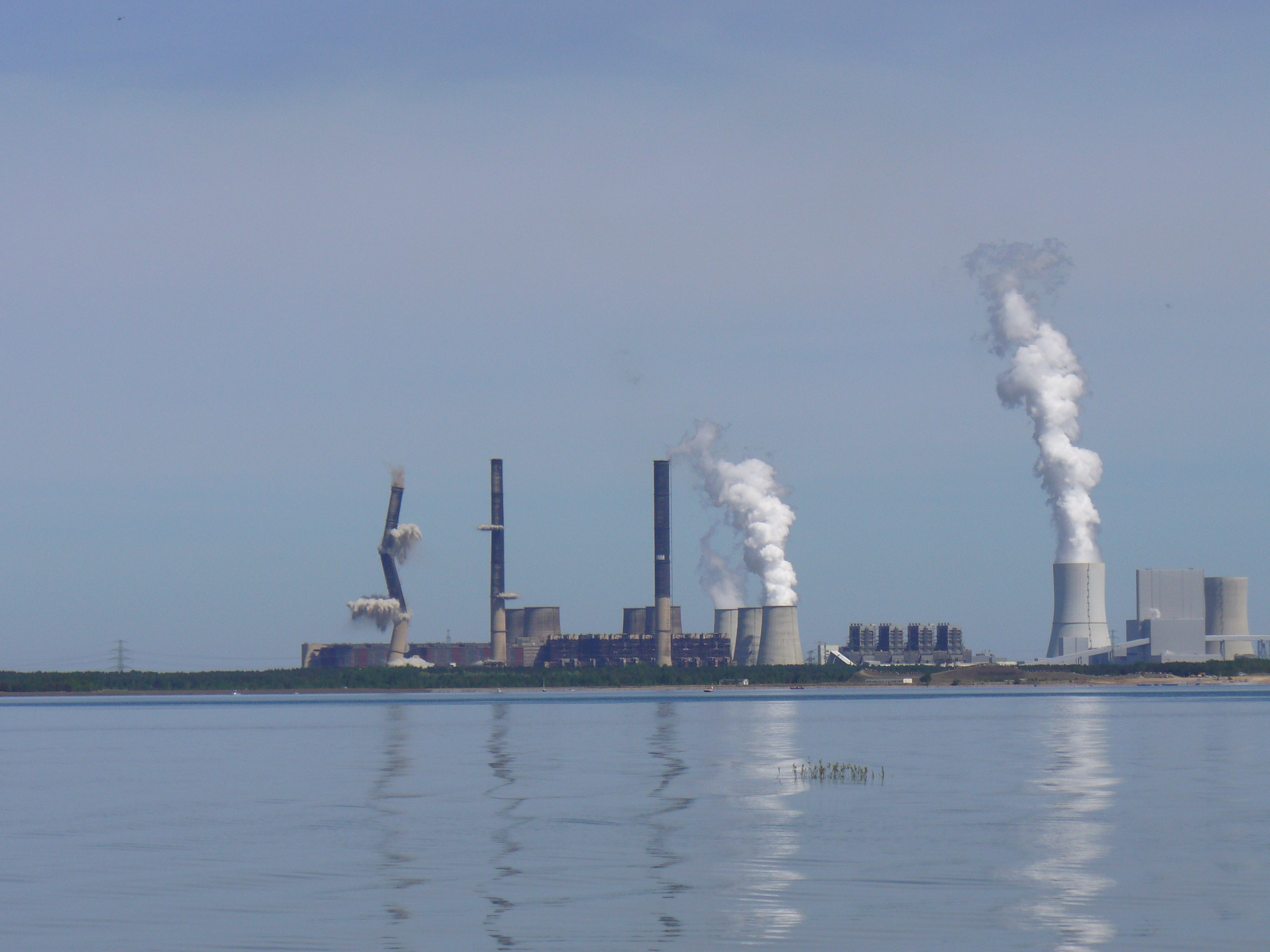
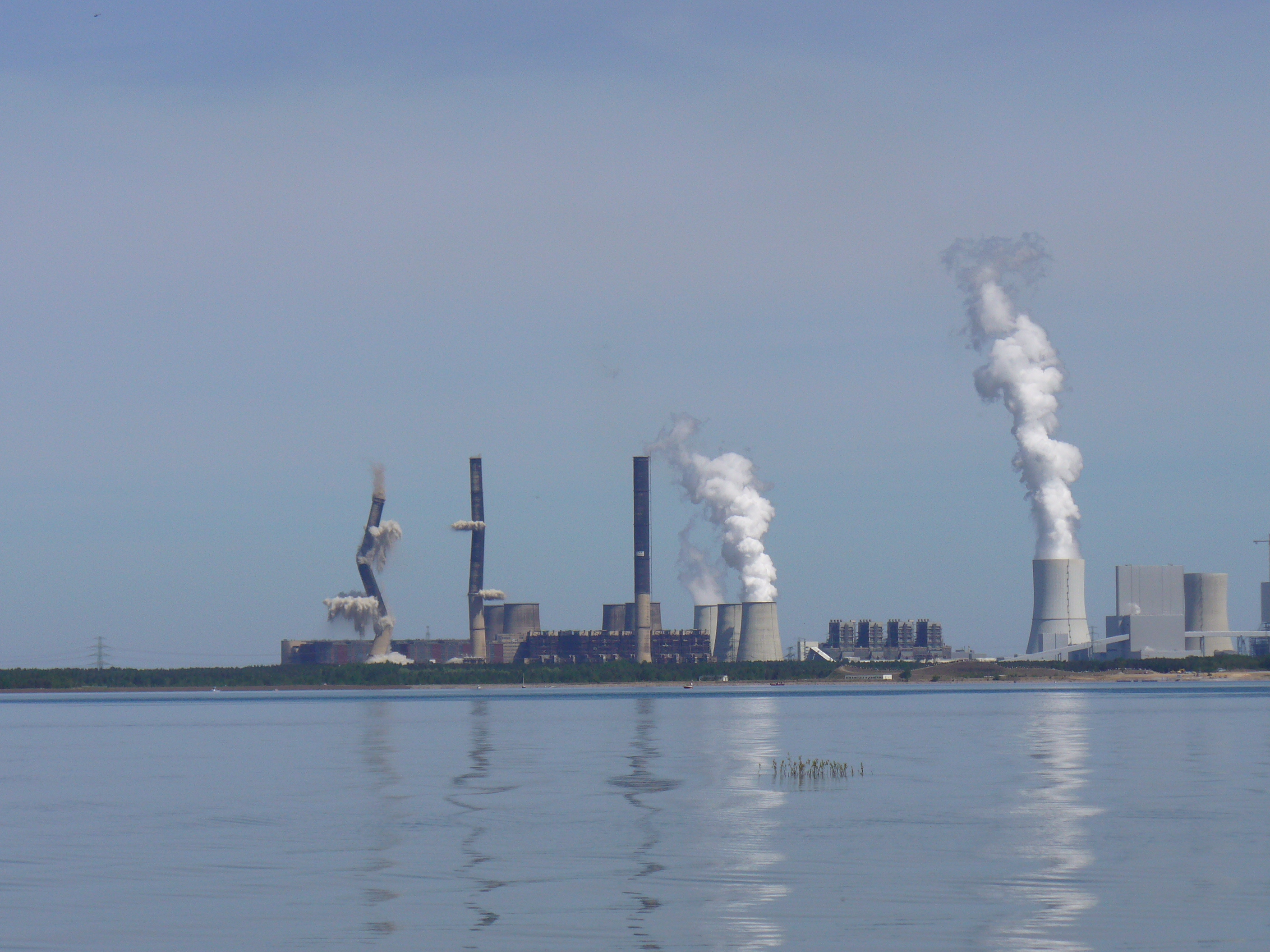
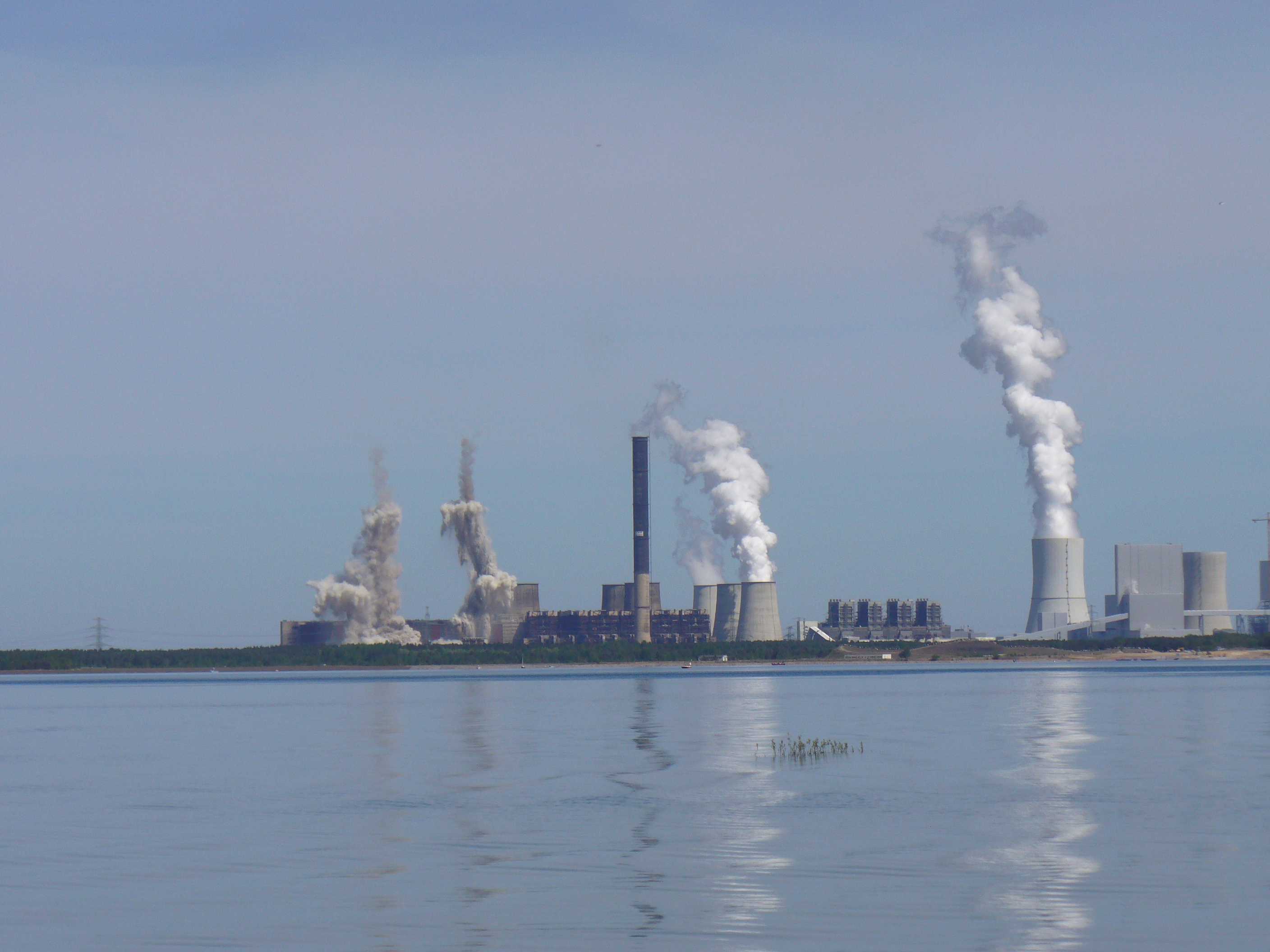
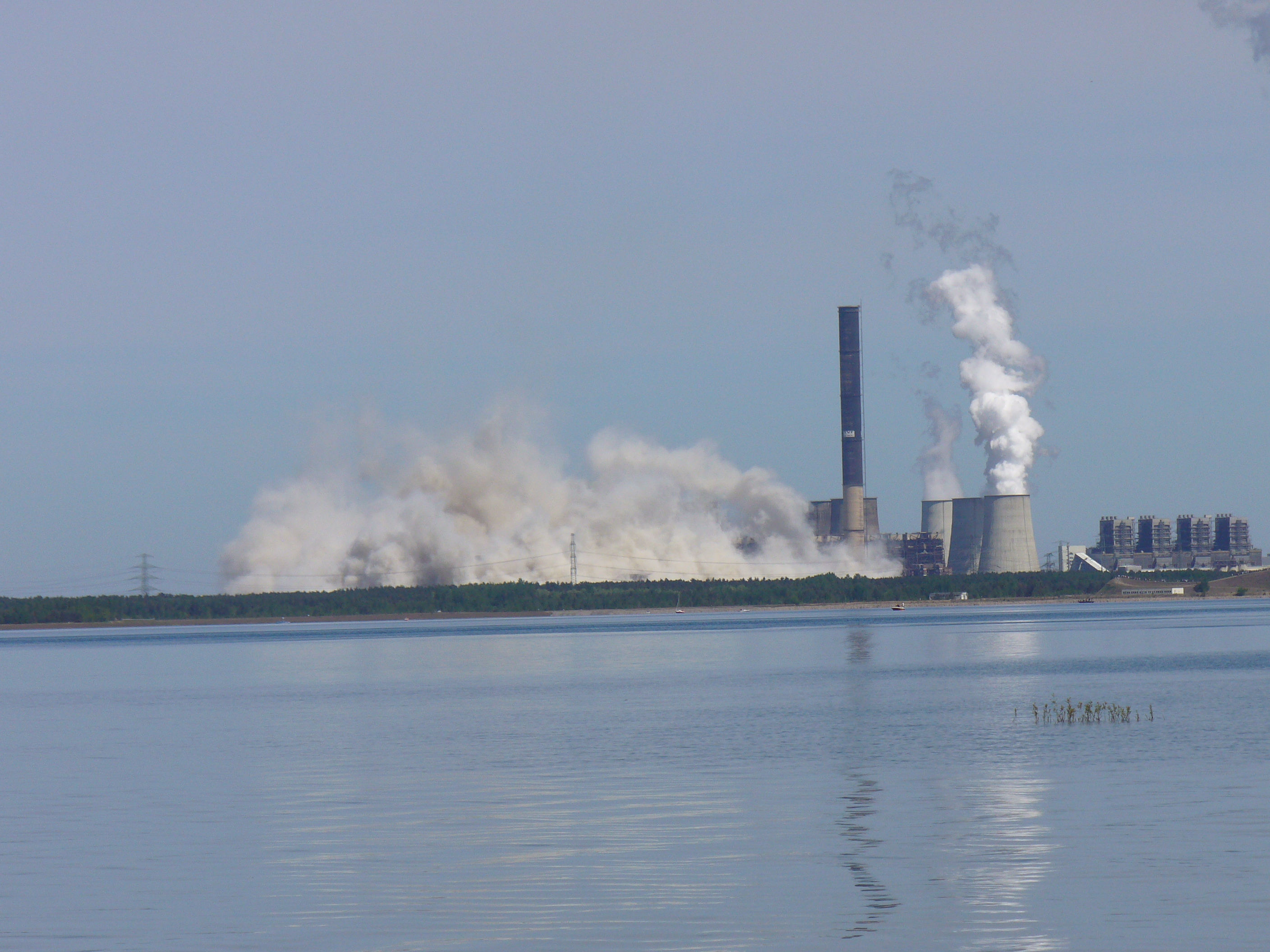